# Sensations of 1945
Sensations of 1945 (br: Sensações de 1945) é um filme musical estadunidense de 1944, do gênero musical, dirigido por Andrew L. Stone. Último filme estrelado pela atriz e dançarina Eleanor Powell, depois desse ela fez apenas pequenas participações em poucas produções. Último filme também do ator cômico WC Fields, que morreu em 1946.
O filme foi uma tentativa de reavivar o estilo de filmes em série como Broadway Melody.

## Sinopse
O filme mostra a história de dois publicitários rivais que se apaixonam. Mas o objetivo principal do filme é mostrar uma série de atos que vão da comédia até os sapateados de Eleanor Powell.

## Elenco
- Eleanor Powell ...  Virginia 'Ginny' Walker
- Dennis O'Keefe ...  Junior Crane
- C. Aubrey Smith ...  Dan Lindsay
- Eugene Pallette ...  Gus Crane
- Mimi Forsythe ...  Julia Westcolt

## Principais prêmios e indicações
Oscar 1945 (EUA)
- Indicado ao prêmio de melhor trilha sonora.